# حمود بن ربيعان
حمود بن ربيعان الروقي العتيبي هو شيخ عتيبة، وأحد قادة الدولة السعودية الأولى، وكان سابقا أحد رجال الشريف غالب بن مساعد ثم انشق عنه. مما جعل الشريف غالب يحاربه. وكان هو أول من أنزل عتيبة لمنطقة الجمانية.

## سيرته
هو حمود بن محصن بن حصن بن مسلم بن ربيعان ين نوار بن عفار من ذوي ثبيت من الروقة من عتيبة. أرسل وفدا للدرعية يعرض فيه مبايعته لعبد العزيز بن محمد آل سعود، وهناك انشق عن الشريف غالب وانضم للحكم السعودي. وهذا جعل الشريف غالب يغضب، ويقوم بتجهيز جيش لمحاربة القبائل الموالية للحكم السعودي، والتي كانت عتيبة وشيخها حمود بن ربيعان، وقحطان وشيخها هادي بن قرملة منها. وعندما وصل الخبر للإمام عبد العزيز؛ أمر حمود بن ربيعان وقيل ابنه محمد. وقبيلته عتيبة وفيصل بن وطبان الدويش وقبيلته مطير بمساندة ابن هادي وقحطان سنة 1210 هـ وقيل 1211 هـ. وحدث قتال شديد هُزم فيه الشريف غالب.

## وفاته
توفي سنة 1217 هـ، وتولى ابنه محمد رئاسة القبيلة من بعده، وأصبح من قادة الدولة السعودية الأولى. ويُعتقد أن حمود تخلى عن الرئاسة لابنه قبل وفاته بفترة قصيرة.